# 武舎広幸
武舎広幸（むしゃひろゆき、男性）は、長野県出身の翻訳家兼ソフトウェア開発者。夫人は翻訳家の武舎るみ。マーリンアームズ株式会社の代表取締役を務める。

## 主な著書
- 『パソコン英日翻訳ソフト活用法―PC‐Transer/ej実践マニュアル』（プレンティスホール出版, 1994年）
- 『NetSurfer/ej実践ガイド―英日翻訳機能付きWWWブラウザ』（プレンティスホール出版, 1996年）
- 『BeOSプログラミング入門』（プレンティスホール出版, 1998年, 共著）
- 『理工系大学生のための英語ハンドブック』（三省堂, 2000年, 共著）
- 『プログラミングは難しくない!―ウェブではじめるJavaScript/Perl/Java 』（チューリング, 2002年）
- 『実践JavaScript！ プログラミングを楽しみながらしっかり身につける』（オーム社, 2024年）

## 主な訳書
- クレイ・アンドレス　『Macの宝箱 スペシャルセレクション〈2〉』（翔泳社, 1994年）
- ジョン・メイ,ジュディ・フィットル　『Symantec C++トレーニングブック―for Macintosh』（翔泳社, 1994年）
- スティーブン・レヴィ　『マッキントッシュ物語―僕らを変えたコンピュータ』（翔泳社, 1994年。ブッキング, 2002年）
- トム・トンプソン　『CodeWarriorではじめるMacintoshプログラミング―Power Mac時代のプログラム開発環境』（プレンティスホール出版, 1994年）
- アンドリュー・バズィー 『World Wide Webイエローページ〈1995〉』（プレンティスホール出版, 1995年）
- ダン・p. サイドウ　『基礎からはじめるMacintoshプログラミングテクニック』（プレンティスホール出版, 1995年）
- ローラ・リメイ　『HTML入門―WWWページの作成と公開』（プレンティスホール出版, 1995年, 1998年）
- ローラ・リメイ　『続・HTML入門―新機能、CGI、Webの進化』（プレンティスホール出版, 1995年, 1998年）
- デイビッド・サックス,ヘンリー・ステア　『ハンズオンMOSAIC―Windowsユーザーのためのモザイク実践ガイド』（プレンティスホール出版, 1995年）
- ローラ・リメイ, チャールズ・L. パーキンズ　『Java言語入門―アプレット、AWT、先進的機構』（ピアソンエデュケーション, 1996年）
- アンドリュー・バズィー 『World Wide Webイエローページ〈1996‐97〉』（プレンティスホール出版, 1996年）
- ティム・リッチー　『Java環境入門―開発ツール、クラスライブラリ、ネットワーク』（プレンティスホール出版, 1997年）
- エリー・クイグリー　『Perl入門―スクリプト作成の基礎からプロセス間通信まで』（プレンティスホール出版, 1997年）
- ポール・ケント, ゲーリー・スタイン　『ホームページ簡単作成ソフト PageMill入門』（プレンティスホール出版, 1997年）
- ロバート・ミューレン　『クイックHTMLリファレンス』（プレンティスホール出版, 1997年）
- マイケル・オフォル　『クイック Perl5 リファレンス』（ピアソンエデュケーション, 1997年）
- ジェイソン・ブルームバーグ, ポール・トレファース, ジェフ・カウスキー　『Webページ スクリプトテクニック―HTML、JavaScript、VBScript活用事例集』（プレンティスホール出版, 1997年）
- ジェイムズ・ウオレス　『暴走する帝国―インターネットをめぐるマイクロソフトの終わりなき闘い』（翔泳社, 1998年）
- エドワード・ヨードン,ジェニファー・ヨードン　『時限爆弾2000―世界大恐慌を引き起こすコンピュータ2000年問題』（プレンティスホール出版, 1998年）
- デイブ・テイラー, ジェイムズ・C.Jr. アームストロング　『UNIX入門〈上〉基礎操作とエディタの活用』（ピアソンエデュケーション, 1998年）
- デイブ・テイラー, ジェイムズ・C.Jr. アームストロング　『UNIX入門〈下〉シェル,インターネット,X Window』（ピアソンエデュケーション, 1999年）
- ローラ・リメイ,チャールズ・パーキンズ 　『Java言語入門―アプレット、AWT、先進的機能』（ピアソンエデュケーション, 2000年）
- マイケル・オフォル　『クイックPerl5リファレンス 第2版』（ピアソンエデュケーション, 2000年）
- エリー・クイグリー　『Perl入門―スクリプト作成の基礎からCGIまで』（プレンティスホール出版, 2000年）
- ジョン・ビエガ, ゲアリー・マグロウ　『Building Secure Software―ソフトウェアセキュリティについて開発者が知っているべきこと』（オーム社, 2006年）
- オーウェン・W・リンツメイヤー『アップル・コンフィデンシャル2.5J（上、下）』（アスペクト, 2006年）
- リッチ・ギブソン『Google Maps Hacks -地図検索サービス徹底活用テクニック-』（オライリー・ジャパン, 2006年）
- カル・ヘンダーソン『スケーラブルWebサイト』（オライリー・ジャパン, 2006年）
- トレバー・デイ『ザ・ホエールウォッチング』（昭文社, 2007年）
- シェリー・バワーズ『初めてのJavaScript―Ajax&DOM対応』（オライリー・ジャパン, 2007年）
- ファビアン・クストー『海洋大図鑑-OCEAN- 』（ネコ・パブリッシング, 2007年）
- リッチ・ギブソン『Google Maps Hacks 第2版 ―地図検索サービスをもっと活用するテクニック-』（オライリー・ジャパン, 2007年）
- スティーブ サウダーズ『ハイパフォーマンスWebサイト ―高速サイトを実現する14のルール』（オライリー・ジャパン, 2008年）
- R・G・グラント『戦争の世界史 大図鑑』（河出書房新社, 2008年）
- アンディ・ハント『リファクタリング・ウェットウェア ―達人プログラマーの思考法と学習法』（オライリー・ジャパン, 2009年）
- ジョナサン・ジジアルスキー『iPhone SDK アプリケーション開発ガイド 』（オライリー・ジャパン, 2009年）
- シェリー・バワーズ『初めてのJavaScript 第2版 』（オライリー・ジャパン, 2009年）
- スティーブ・サウダーズ『続・ハイパフォーマンスWebサイト ―ウェブ高速化のベストプラクティス』（オライリー・ジャパン, 2010年）
- ジム・クラーク『iPhoneアプリ設計の極意 ―思わずタップしたくなるアプリのデザイン』（オライリー・ジャパン, 2011年）
- デイブ・グレイ他『ゲームストーミング ―会議、チーム、プロジェクトを成功へと導く87のゲーム』（オライリー・ジャパン, 2011年）
- Ｊ・フルマン『いまがわかる！　世界なるほど大百科』（河出書房新社, 2011年）
- ローレン・ダーシー他『Androidアプリ開発入門』（ピアソン桐原, 2012年）
- ジェイムズ・ボーグ『説得力』（ピアソン桐原, 2012年）
- スーザン・ワインチェンク『インタフェースデザインの心理学 ―ウェブやアプリに新たな視点をもたらす100の指針』（オライリー・ジャパン, 2012年）
- キア・トーマス『カンフーマック ―猛獣を飼い慣らす310の技 』（オライリー・ジャパン, 2012年）
- ジョン・ファーンドン『海と環境の図鑑』（河出書房新社, 2012年）
- ジェリー・ワイズマン『「心を動かす」プレゼンテーション―実例から学ぶ80のヒント』（ピアソン桐原, 2012年）
- ルーカス・マティス『インタフェースデザインの実践教室 ―優れたユーザビリティを実現するアイデアとテクニック』（オライリー・ジャパン, 2013年）
- スーザン・ワインチェンク『説得とヤル気の科学 ―最新心理学研究が解き明かす「その気にさせる」メカニズム』（オライリー・ジャパン, 2013年）
- ダン・サファー『マイクロインタラクション ―UI/UXデザインの神が宿る細部』（オライリー・ジャパン, 2014年）
- ジェフ・ジョンソン『UIデザインの心理学―わかりやすさ・使いやすさの法則』（インプレス, 2015年）
- エレン・ラプトン『万人のためのデザイン』（ビー・エヌ・エヌ新社, 2015年）
- ゴールデン・クリシュナ『さよなら、インタフェース -脱「画面」の思考法』（ビー・エヌ・エヌ新社, 2015年）
- マーティ・ニューマイヤー『小さな天才になるための46のルール』（ビー・エヌ・エヌ新社, 2015年）
- スーザン・ワインチェンク『インタフェースデザインの心理学 ― ウェブやアプリに新たな視点をもたらす+100の指針』（オライリー・ジャパン, 2016年）
- トム・グリーヴァー『デザインの伝え方 ―組織の合意を得るコミュニケーション術』（オライリー・ジャパン, 2016年）
- イーサン・ブラウン『初めてのJavaScript第3版―ES2015以降の最新ウェブ開発』（オライリー・ジャパン, 2017年）
- クリストファー・ノーセル『ツールからエージェントへ。弱いAIのデザイン - 人工知能時代のインタフェース設計論』（ビー・エヌ・エヌ新社, 2017年）
- ジェームズ・カールバック『マッピングエクスペリエンス ―カスタマージャーニー、サービスブループリント、その他ダイアグラムから価値を創る』（オライリー・ジャパン, 2018年）